# Municipio de Cazenovia
El municipio de Cazenovia (en inglés: Cazenovia Township) es un municipio ubicado en el condado de Woodford en el estado estadounidense de Illinois. En el año 2010 tenía una población de 1768 habitantes y una densidad poblacional de 18,88 personas por km².

## Geografía
El municipio de Cazenovia se encuentra ubicado en las coordenadas 40°52′35″N 89°20′9″O / 40.87639, -89.33583. Según la Oficina del Censo de los Estados Unidos, el municipio tiene una superficie total de 93.65 km², de la cual 93,63 km² corresponden a tierra firme y (0,02 %) 0,02 km² es agua.

## Demografía
Según el censo de 2010, había 1768 personas residiendo en el municipio de Cazenovia. La densidad de población era de 18,88 hab./km². De los 1768 habitantes, el municipio de Cazenovia estaba compuesto por el 97,34 % blancos, el 0,51 % eran afroamericanos, el 0,68 % eran asiáticos, el 0,85 % eran de otras razas y el 0,62 % eran de una mezcla de razas. Del total de la población el 1,81 % eran hispanos o latinos de cualquier raza.